# 徐安碧
徐安碧（1953年—），江苏宜兴人，汉族，中华人民共和国政治人物、第十一届全国人民代表大会江苏地区代表。
毕业于江苏省宜兴陶瓷工业学校。担任宜兴精陶集团总工艺师。2008年起担任全国人大代表。